# Max de Haan
Max Jan Marie de Haan (Rotterdam, 1 januari 1942 - 20 november 2020) was een Nederlandse literatuuronderzoeker en auteur. 

## Loopbaan
De Haan studeerde Nederlandse taal- en letterkunde en Wijsbegeerte. Hij promoveerde in 1973 op het proefschrift De tekstkritiek van Middelnederlandse teksten. Hij was van 1968 tot 1983 verbonden aan de Universiteit Leiden en daarnaast aan de Haagse School voor Taal- en Letterkunde, waarvan hij in 1979 rector werd. In 1985 stapte hij over naar het bedrijfsleven. Hij was enige tijd directeur van de toenmalige onderwijstak van het winkelconcern Vendex en vervolgens korte tijd directeur van de Stichting Kinderpostzegels. 
De Haan vertaalde diverse gedichten uit het Duits, onder meer van Heinrich Heine, en schreef diverse boeken over de vrijmetselarij. Toen hij in aanraking kwam met het werk van de 18e-eeuwse Schotse dichter Robert Burns raakte hij in de ban van deze man en zijn werk. Hij gold als een specialist op het gebied van Burns en was ook in Schotland een veelgevraagd spreker over dit thema.